# C'è da fare
C'è da fare è un singolo del supergruppo italiano Kessisoglu & Friends per Genova, pubblicato il 22 febbraio 2019.

## Descrizione
Si tratta di uno speciale brano in origine composto dal comico genovese Paolo Kessisoglu (attore, comico e conduttore televisivo italiano) per presentarlo in gara alla sessantanovesima edizione del Festival di Sanremo da Nina Zilli, Malika Ayane e Simona Molinari, ma poi escluso.
In seguito è stato inciso da venticinque fra i più popolari cantanti e musicisti di musica leggera e rap italiani, che hanno dato vita per l'occasione ad un supergruppo denominato Kessisoglu & Friends per Genova per raccogliere proventi benefici con lo scopo di raccogliere fondi da destinarsi alla comunità di Genova colpita dalla tragedia del crollo del Viadotto Polcevera (noto anche come Ponte Morandi) avvenuto il 14 agosto 2018 che ha causato 43 vittime.
I proventi verranno devoluti all'associazione Occupy Albaro che in accordo con Regione Liguria e Comune di Genova destinerà il raccolto ad un progetto mirato alla riqualificazione territoriale (l'idea è quella di poter costruire un centro sportivo polifunzionale nella zona colpita dal crollo) e alla migliore vivibilità della Valpolcevera, ovvero a favore della cittadinanza che ha subito (e nel prossimo futuro dovrà subire), i maggiori disagi dovuti al crollo del Ponte.
Il brano viene pubblicato il 22 febbraio 2019 come singolo radiofonico e disponibile per l'acquisto in digital download e in CD singolo in edizione limitata ed esclusiva sul sito della liberia online di vendita IBS.it.

## Video musicale
Il videoclip è stato diretto da Lele Biscussi e Gianluca Montesano, registrato all'interno del Radio Italia Live Studio di Radio Italia a Milano e reso disponibile sul canale YouTube Vevo il 24 febbraio 2019.

## Tracce
Download digitale
1. C'è da fare – 4:56

Cd singolo (190759396926)
1. C'è da fare – 4:58
2. C'è da fare (Radio Edit) – 4:03
3. C'è da fare (Videoclip) – 4:58

## Formazione
Cantanti
- Annalisa
- Arisa
- Boosta
- Fiorella Mannoia
- Gianni Morandi
- Gino Paoli
- Giorgia
- Giuliano Sangiorgi
- Ivano Fossati
- Izi
- J-Ax
- Joan Thiele
- Lo Stato Sociale
- Luca Carboni
- Malika Ayane
- Mario Biondi
- Massimo Ranieri
- Mauro Pagani
- Max Gazzè
- Nek
- Nina Zilli
- Nitro
- Raphael Gualazzi
- Ron
- Simona Molinari

Altri musicisti
- Paolo Kessisoglu: chitarra elettrica, chitarra acustica, arrangiatore, compositore, produttore
- Lele Melotti: batteria
- Paolo Costa: basso
- Fabio Gargiulo: chitarra elettrica, arrangiatore, produttore
- Danilo Madonia: chitarra acustica, pianoforte, arrangiatore
- Massimo Sciannamea: arrangiatore
- Aldo De Scalzi: pianoforte, arrangiatore
- Ivano Fossati: chitarra elettrica
- Pivio De Scalzi: arrangiatore
- Mauro Pagani: violino
- Roberto Tiranti: cori
- Valeria Bruzzone: cori
- Armanda De Scalzi: cori

Registrazione
- Yellow Rabbit Studio, Milano
- Drumming Room, Usmate Velate
- Zerodieci Studio, Genova
- Radio Italia Live Studio, Milano
- Morevox Studio, Milano

## Classifiche
| Classifica (2019) | Posizione massima |
| ----------------- | ----------------- |
| Italia            | 67                |